# Ion Dumitru
Ion Dumitru (ur. 2 stycznia 1950 w Bukareszcie) – rumuński piłkarz występujący na pozycji pomocnika. Trener piłkarski.

## Kariera klubowa

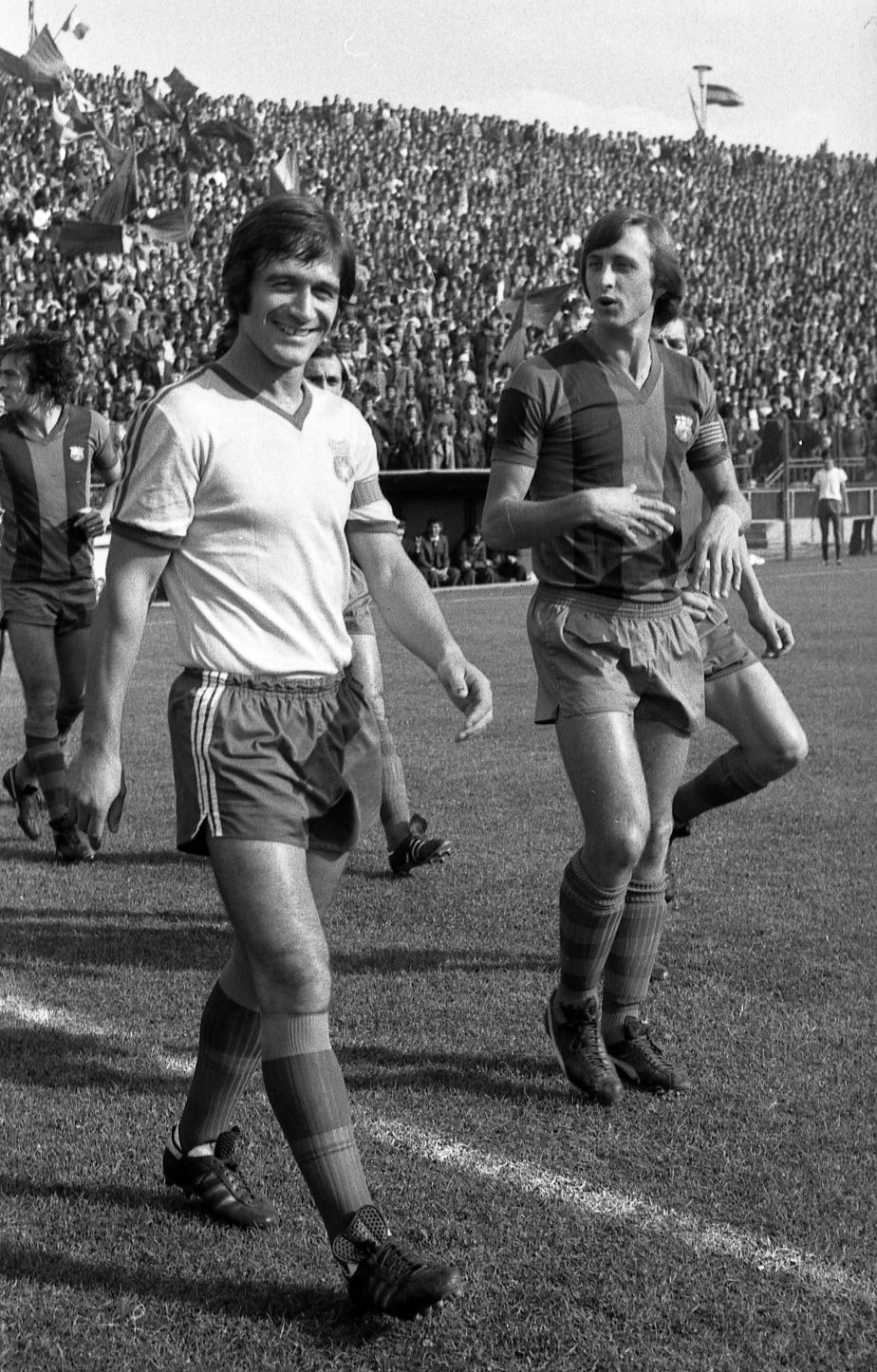
Dumitru i Johan Cruyff (1977).

Dumitru karierę rozpoczynał w 1967 roku w pierwszoligowym Rapidzie Bukareszt. Dwa razy wywalczył z nim wicemistrzostwo Rumunii (1970, 1971), a także raz Puchar Rumunii (1972). W 1972 roku odszedł do także pierwszoligowej Steauy Bukareszt. W 1976 roku zdobył z nim dublet, czyli mistrzostwo oraz puchar Rumunii. W następnych latach wraz ze Steauą wywalczył jeszcze jedno mistrzostwo (1978) oraz puchar kraju (1979). Ponadto, w trakcie gry dla Steauy dwukrotnie został wybrany piłkarzem roku w Rumunii (1973, 1975).
W 1980 roku Dumitru przeszedł do Politehniki Timișoara, również występującej w pierwszej lidze. Jej barwy reprezentował przez dwa lata, a następnie był zawodnikiem Universitatei Krajowa, z którą w 1983 roku wywalczył wicemistrzostwo Rumunii oraz Puchar Rumunii. W kolejnych latach występował jeszcze w drugoligowych zespołach CFR Timișoara oraz UMT Timișoara, a także ponownie w Politehnice Timișoara i Rapidzie Bukareszt. Ostatnim klubem w karierze Dumitru był niemiecki Würzburger Kickers, gdzie w 1989 roku zakończył karierę.

## Kariera reprezentacyjna
W reprezentacji Rumunii Dumitru zadebiutował 9 lutego 1970 w zremisowanym 1:1 towarzyskim meczu z Peru, a 21 maja 1972 w przegranym 2:3 pojedynku eliminacji Letnich Igrzysk Olimpijskich 1972 z Danią strzelił swojego pierwszego gola w kadrze.
W 1970 roku został powołany do zespołu na mistrzostwa świata. Zagrał na nich w meczach z Anglią (0:1), Czechosłowacją (2:1) i Brazylią (2:3), a Rumunia odpadła z turnieju po fazie grupowej.
W latach 1970–1980 w drużynie narodowej Dumitru rozegrał 57 spotkań i zdobył 12 bramek.

## Kariera trenerska
W drugiej połowie lat 80. XX wieku Dumitru był grającym trenerem zespołów CFR Timișoara, UMT Timișoara, Politehnica Timișoara, Rapid Bukareszt oraz Würzburger Kickers. W 1989 roku zakończył karierę piłkarza jako gracz Kickers i do 1993 roku pozostał w klubie jako jego trener. W kolejnych latach pracował w Rumunii jako szkoleniowiec drużyn Progresul Bukareszt, Jiul Petroszany, Rapid Bukareszt oraz Rocar Bukareszt.
W 1999 roku Dumitru prowadził syryjski klub Al-Jaish SC, z którym zdobył mistrzostwo Syrii. Następnie był trenerem saudyjskiego Al-Ta'ee, a potem wrócił do Rumunii, gdzie prowadził Politehnikę Jassy, Callatis Mangalia oraz reprezentację Rumunii U-19. W późniejszych latach trenował jeszcze niemiecki VfR Heilbronn, juniorów Rapidu Bukareszt, Concordię Chiajna, rezerwy Steauy Bukareszt oraz reprezentację Rumunii U-18.